# Zentralplatz (Koblenz)

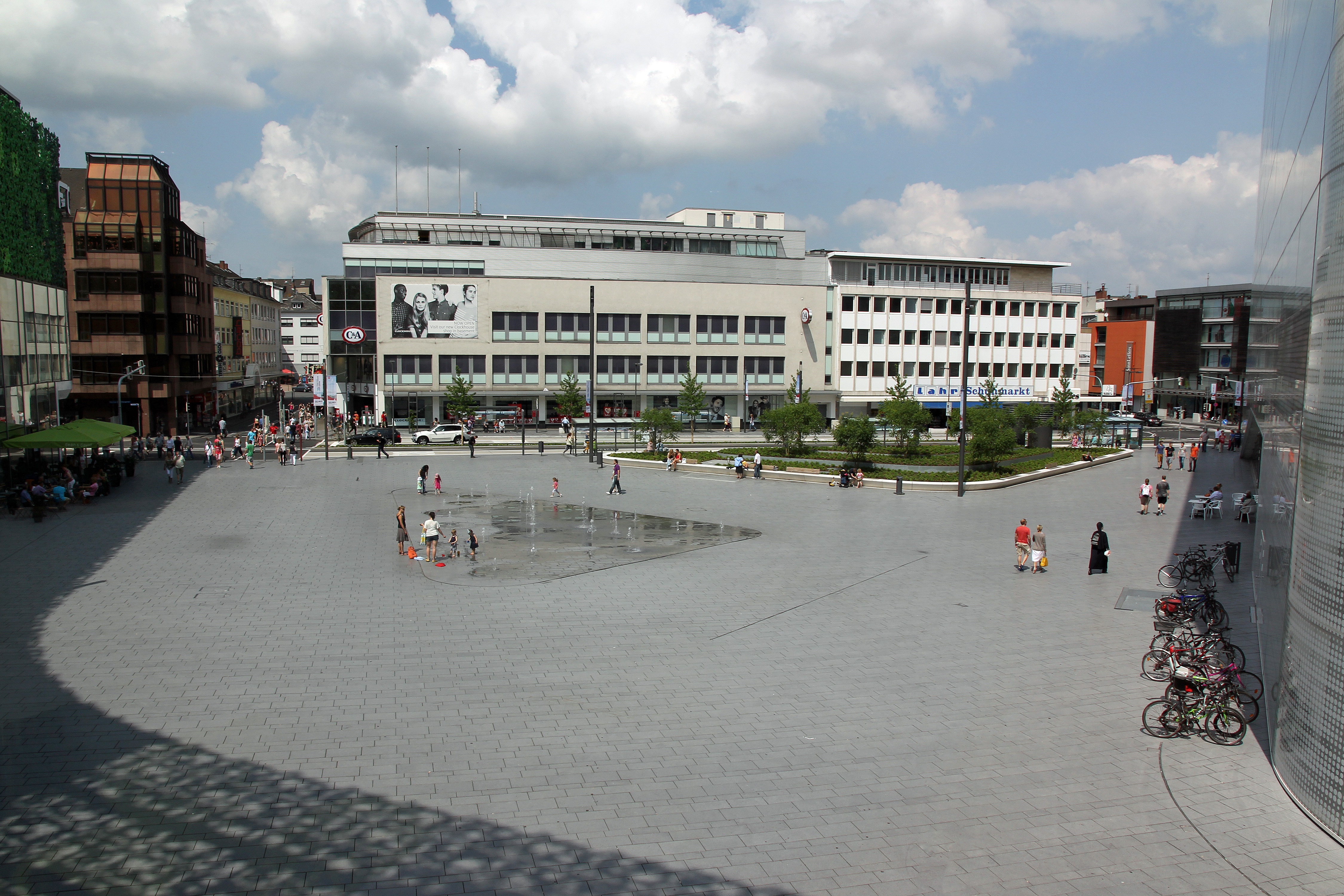
Der neue Zentralplatz 2013 mit dem Wasserspiel und der Grüninsel

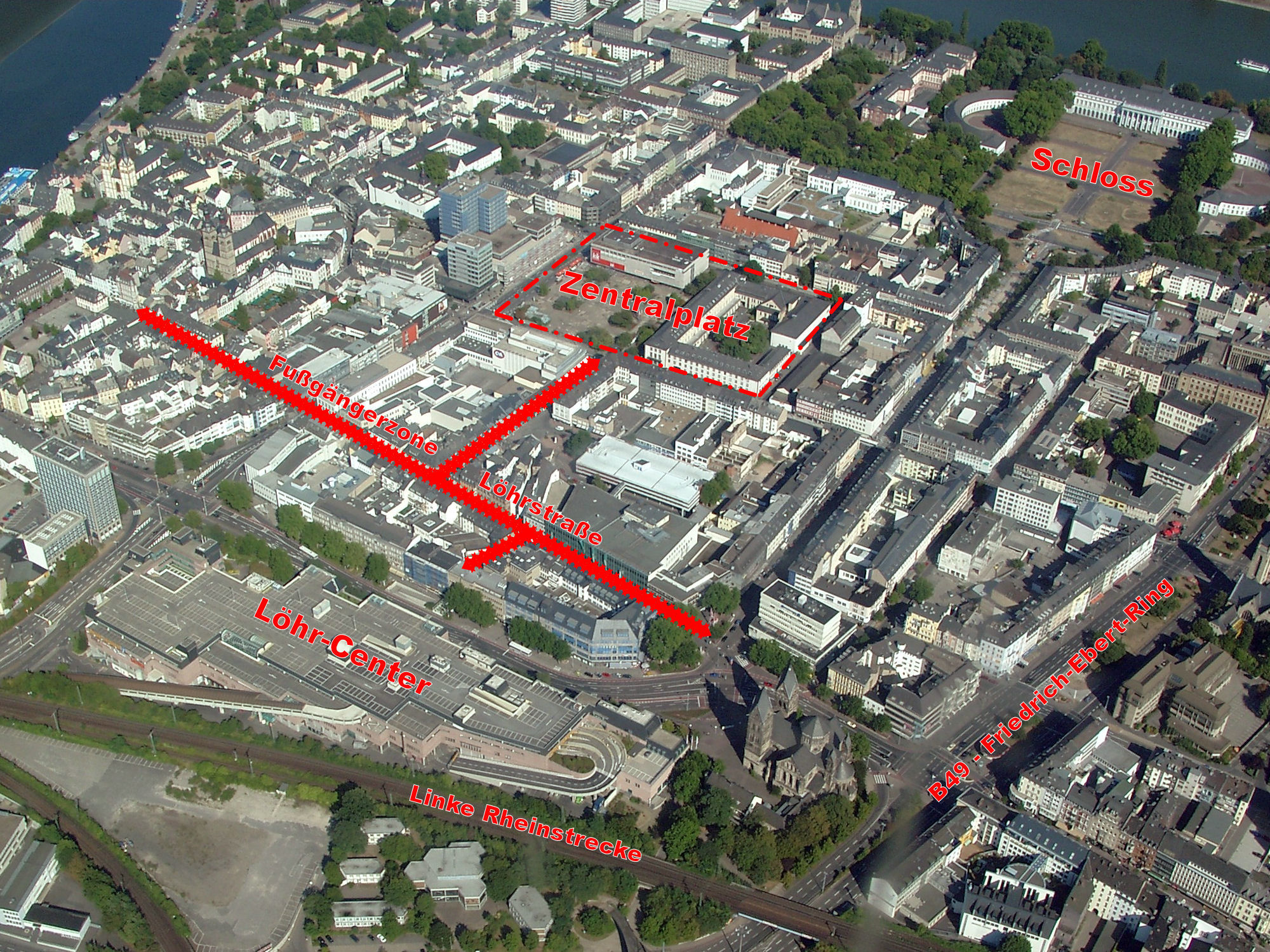
Luftbild der Koblenzer Innenstadt 2003, der Zentralplatz vor dem Umbau

Der Zentralplatz ist der Hauptplatz in Koblenz. Der erst nach dem Zweiten Weltkrieg geschaffene Platz wurde Anfang der 2010er Jahre grundlegend neu gestaltet. Seitdem befindet sich auf dem Platz das Forum Mittelrhein, ein innerstädtisches Einkaufszentrum, und das Forum Confluentes, ein Kulturgebäude.
Am Rand des Zentralplatzes befinden sich mehrere Bushaltestellen, sodass dieser ein zentraler Umstiegspunkt im Koblenzer Nahverkehr ist.

## Geschichte
Der Zentralplatz ist kein über lange Zeit historisch gewachsener Platz in der Altstadt, sondern wurde erst nach dem Zweiten Weltkrieg im Zuge des Wiederaufbaus der Stadt Koblenz angelegt. Vor dem Krieg befand sich hier ein Bereich, der dicht mit Fachwerkhäusern bebaut war, der aber durch die schweren Luftangriffe auf Koblenz völlig verwüstet wurde. Es handelte sich vor allem um kleine Gebäude, die an die mittelalterliche Stadtmauer angebaut waren; die Straße „An der Wasserturmsmauer“ bildete vor dem Krieg einen sozialen Brennpunkt.
Bis zur Kriegszerstörung stand auf dem Gelände des heutigen Zentralplatzes das 1827 errichtete Haus der Koblenzer Casinogesellschaft. Ein Aufbauplan von 1957 sah die Schaffung eines Zentralplatzes vor, als Mittelpunkt einer aufstrebenden Großstadt. Bis zum Abriss Mitte der 1960er Jahre, um eine Tiefgarage unter dem Platz zu errichten, verlief auch noch ein Teil der mittelalterlichen Stadtmauer, mit dem Wasserturm der kurfürstlichen Wasserleitung aus Metternich, über den Zentralplatz. Sie war durch die Zerstörung der angebauten Häuser wieder sichtbar geworden. Zunächst wurde das Freigelände rund um die Mauer nur als Parkplatz genutzt.
Südlich des Zentralplatzes entstand 1950–1951 an der Stelle eines ehemaligen preußischen Militärmagazins ein Gebäudekomplex, der zunächst von der französischen Besatzungsarmee genutzt wurde. Diese Gebäude wurden 1957 an die Bundeswehr übergeben und als „Haus der Begegnung“ sowie als Poliklinik genutzt. Zusätzlich entstand in einem Gebäudeteil das Residenz-Kino. Aus der Poliklinik entwickelte sich 1962 das Ernst-Rodenwaldt-Institut, das Institut für Wehrmedizin und Hygiene der Bundeswehr. Das Casinogebäude wurde 1956 an alter Stelle neu errichtet, musste aber schon 1960 wieder schließen, da es nicht wirtschaftlich betrieben werden konnte. Am östlichen Ende des Platzes wurde 1968, nach Abriss des Casinogebäudes, ein Warenhaus mit Tiefgarage errichtet, das zunächst von Quelle, ab 1993 von Hertie, genutzt wurde. Am Nordende des Platzes entstanden 1970 das Dresdner-Bank-Hochhaus und 1973 das Gewa-Warenhaus (heute Schängel-Center).
Aufgrund der NS-Vergangenheit von Ernst Rodenwaldt wurde das Institut 1998 in Zentrales Institut des Sanitätsdienstes der Bundeswehr Koblenz umbenannt und zog im selben Jahr in die Rhein-Kaserne nach Lützel um. Danach wurde der Gebäudekomplex am Zentralplatz Ende 2005 vollständig abgerissen. Nach Schließung des Hertie-Warenhauses 1996 zogen in das Gebäude nur noch kleinere Geschäfte ein, die lediglich das Erdgeschoss nutzten; größtenteils stand es leer und verfiel zusehends. Der Zentralplatz wurde kaum noch von Menschen besucht und verwahrloste, zumal bereits seit längerem über eine Neugestaltung nachgedacht wurde und daher kaum noch Investitionen in den Platz und die umgebenden Gebäude erfolgten.
Im Zuge der Neugestaltung des Platzes begannen auf dem Gelände des ehemaligen Bundeswehrinstituts im Jahr 2007 die Ausschachtungsarbeiten für eine Baugrube; dabei entdeckte man am 6. November 2007 eine amerikanische 500 kg schwere Fliegerbombe. Die Umsetzung der Bebauungspläne für eine Neugestaltung zog sich aufgrund von Widerständen in der Bevölkerung und der Uneinigkeit im Koblenzer Stadtrat hin.
Neben dem Platz klaffte zwischen 2007 und 2010 eine tiefe Baugrube, ohne dass die Politik in der Verwirklichung der Bebauungspläne weiter kam. Die Befürworter des Projekts Forum Mittelrhein, einer Kombination aus Einkaufszentrum und Kulturgebäude, konnten sich aber schlussendlich durchsetzen. Im August 2010 begannen die Bauarbeiten; nun wurde auch das Warenhaus zusammen mit der Tiefgarage abgerissen. Das Einkaufszentrum wurde nach zweijähriger Bauzeit fertiggestellt und am 26. September 2012 eröffnet. Das Kulturgebäude wurde am 20. Juni 2013 seiner Bestimmung übergeben.
Der neue Zentralplatz befindet sich zwischen den beiden Gebäuden und umfasst eine 6.000 m² große Freifläche mit Grüninsel (390 m²) sowie einem Wasserspiel (200 m²). Er ermöglicht damit eine Verbindung zwischen der Altstadt und der Fußgängerzone in der Löhrstraße. Die Freifläche bietet auf 1.380 m² Platz für einen Wochenmarkt mit ca. 30 Ständen und für Veranstaltungen (bestuhlt für ca. 1.450 Zuschauer, unbestuhlt für ca. 2.250 Zuschauer). Daneben gibt es Platz für Cafés und Bistros sowie Sitzelemente zum Verweilen.
Am 1. Mai 2013 wurde eine Gedenkplatte auf dem Zentralplatz enthüllt. Sie erinnert an den Mord an einem Obdachlosen durch einen rechtsextremen Skinhead. Dieser hatte am 24. August 1992 wahllos auf dem Zentralplatz um sich geschossen und neben dem getöteten Obdachlosen noch sechs weitere Personen verletzt. Auf der Gedenkplatte steht zu lesen: “Hier ermordete am 24. August 1992 ein rechtsextremer Täter den Obdachlosen Frank Bönisch und verletzte mehrere Menschen. Zur Erinnerung und Mahnung.”